# Шрадер, Юджин

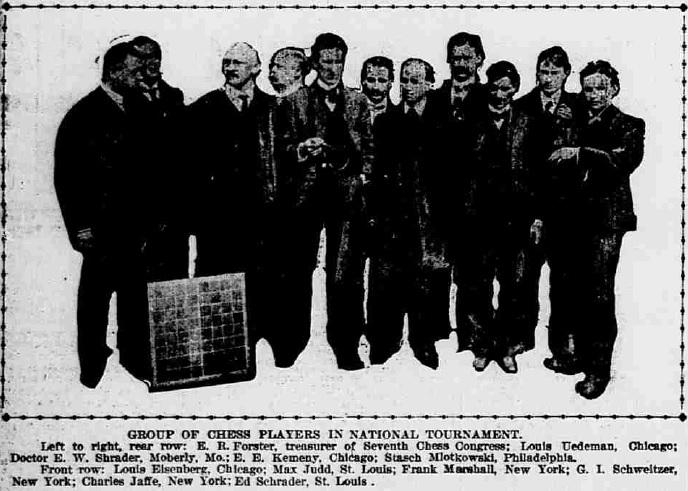
7-й американский шахматный конгресс. Слева направо: Л. Айзенберг, Э. Форстер (казначей конгресса), М. Джадд, Л. Удеман, Ф. Маршалл, Ю. Шрадер, Дж. Швитцер, Э. Кемени, Ч. Яффе, С. Млотковский, Э. Шрадер

Юджин Уэсли Шрадер (англ. Eugene Wesley Shrader, 8 июля 1873, Парис, Миссури — 14 января 1949, Моберли) — американский шахматист.
Наиболее известен как организатор и участник 7-го американского шахматного конгресса, проходившего с 11 по 26 октября 1904 г. в Атлетическом клубе Миссури в Сент-Луисе параллельно со Всемирной выставкой. Американский шахматный конгресс в начале XX в. фактически выполнял функцию чемпионата США.
Также принимал участие в нескольких чемпионатах Западной шахматной ассоциации (ныне — открытый чемпионат США).

## Спортивные результаты
| Год  | Город      | Соревнование                        | + | − | = | Результат | Место |
| ---- | ---------- | ----------------------------------- | - | - | - | --------- | ----- |
| 1904 | Сент-Луис  | Открытый чемпионат США              |   |   |   |           | [ 1 ] |
|      | Сент-Луис  | 7-й американский шахматный конгресс | 0 | 9 | 0 | 0 из 9    | 10    |
| 1909 | Эксельсиор | Открытый чемпионат США              |   |   |   |           | [ 3 ] |
| 1910 | Чикаго     | Открытый чемпионат США              |   |   |   |           | [ 4 ] |